# Oia (Pontevedra)
Pour les articles homonymes, voir Oia.
Oia (Oia en galicien, Oya en castillan) est une commune de la province de Pontevedra en Espagne située dans la communauté autonome de Galice.